# Chromis cyanea
Chromis cyanea (Poey, 1860) è un pesce osseo appartenente alla famiglia Pomacentridae e alla sottofamiglia Pomacentrinae.

## Distribuzione e habitat
Il suo areale comprende il mar dei Caraibi, il golfo del Messico, le Bahamas, le Bermuda, le grandi e le piccole Antille e le coste dal sud della Florida al Venezuela. 
È una specie comune lungo le parti esterne delle barriere coralline e nei pressi di scogliere isolate esposte al mare. Forma fitte aggregazioni nell'acqua aperta al di sopra delle formazioni coralline. Quando è spaventato può nascondersi nelle fessure dei coralli. Si può incontrare a profondità tra i 3 e i 55 metri.

## Descrizione
Il corpo è compresso lateralmente. La colorazione è blu elettrico, leggermente più chiara sul ventre. La pinna caudale è biloba, i suoi margini esterni, come quello posteriore della pinna anale e quello della pinna dorsale sono neri. Non ci sono macchie nere all'ascella delle pinne pettorali.
La taglia non supera i 15 cm di lunghezza.

## Biologia

### Comportamento
Gli esemplari di questa specie, talvolta solitari, formano spesso piccoli gruppi, anche insieme a Clepticus parrae.

### Alimentazione
Si nutre di giorno; la sua dieta è composta da sifonofori, tunicati, larve di pesci e crostacei come ostracodi e copepodi.

### Predatori
I principali predatori sono Scomberomorus regalis, Aulostomus maculatus e serranidi come Mycteroperca venenosa e Epinephelus striatus.

### Riproduzione
È una specie ovipara, le uova aderiscono al fondale e vengono sorvegliate dal maschio.

## Conservazione
La lista rossa IUCN classifica C. cyanea come "a rischio minimo" (LC) perché, anche se esiste un notevole prelievo per rifornire il mercato acquariofilo, le popolazioni sono abbondanti, senza segni di crisi e diffuse su un ampio areale.